# Javier Castrilli
Javier Castrilli (Buenos Aires, 22 maggio 1957) è un ex arbitro di calcio argentino, internazionale dal 1992 al 1998.

## Carriera
Attivo a livello nazionale dagli anni 1980, divenne un direttore di gara apprezzato in patria per la sua attinenza al regolamento e per la sua scarsa tendenza a farsi influenzare dal blasone delle squadre in campo. Divenne dunque internazionale nel 1992, debuttando nel corso del Torneo Pre-Olimpico CONMEBOL di quell'anno, arbitrandovi quattro incontri. Il 18 aprile 1992 fece il suo esordio anche in Coppa Libertadores, dirigendo Criciúma-Bolívar. Nel 1993 fu presente al Mondiale U-17, venendo designato per la finale, mentre nel 1995 diresse tre partite del Mondiale U-20. Nello stesso anno debuttò in una competizione per Nazionali maggiori, la Copa América 1995, ove seguì due gare: Brasile-Ecuador e Uruguay-Messico. Durante la Coppa Libertadores 1997 fu selezionato per arbitrare la finale di ritorno tra Cruzeiro e Sporting Cristal, che diede alla compagine brasiliana il titolo. Nel suo ultimo anno di attività, il 1998, fu incluso dalla FIFA nella lista dei direttori di gara per il Mondiale in programma in Francia: dopo aver arbitrato Arabia Saudita-Danimarca nella fase a gironi, gli fu affidata anche la gara valida per gli ottavi di finale tra Romania e Croazia. Poco dopo il termine del Mondiale diresse la sua ultima gara internazionale (la finale di ritorno della Coppa Libertadores 1998 tra Barcelona e Vasco da Gama) e si ritirò dall'attività.